# Merev tengelykapcsoló
A merev tengelykapcsoló két tengely vagy forgórész összekapcsolására szolgáló olyan gépelem, mely nem enged meg a két tengely között sem sugárirányú sem szögeltérést sem elcsavarodást. A merev tengelykapcsolóval szerelt forgórészek úgy viselkednek, mintha egy darabból készültek volna. Az átvihető csavarónyomatéktól és a beépítés körülményeitől függően több kivitele lehet. Bár ez a tengelykapcsoló egyszerű szerkezetű és olcsó, rosszul illeszkedő tengelyeken jelentékeny járulékos terhelést tud ébreszteni ezért szerelése mindig nagy pontosságot és körültekintést igényel.

Tokos tengelykapcsoló

## Tokos tengelykapcsoló
Az ilyen tengelykapcsoló lényegében egy csődarab, mely a két tengelyvégre azonos módon illeszkedik, a nyomatékot vagy zsugorkötéssel vagy reteszekkel viszi át. Tengelyirányú elmozdulás ellen például hernyócsavarral biztosítható. Hátránya, hogy csak tengelyirányba húzható fel a tengelyvégekre, így a két tengelyt csak együtt lehet helyére tenni. Tipikus alkalmazási területük egykor a hosszú és rugalmas közlőmű tengelyek összekötése volt. Ma is gyakran alkalmazzák például mezőgazdasági gépeken. 

## Héjas tengelykapcsoló

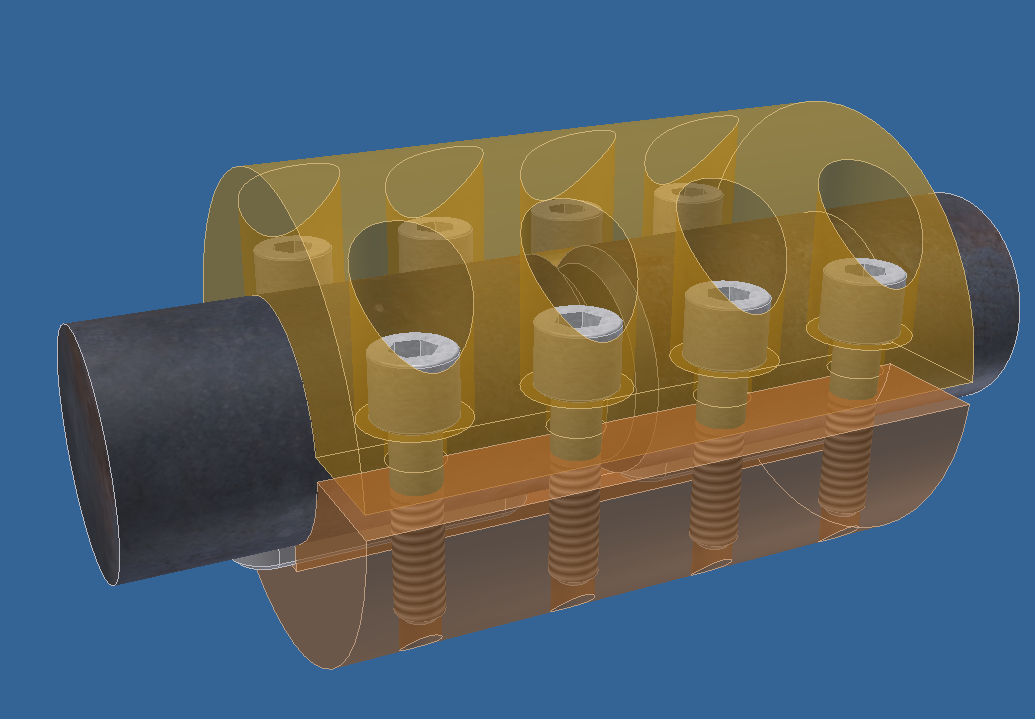
Héjas tengelykapcsoló

Előnye, hogy a tengelykapcsoló feleket a készre szerelt, beállított forgórészek tengelycsonkjaira utolsó műveletként két oldalról lehet felszerelni, nincs szükség tengelyirányú hozzáférésre. Lassú fordulatszámú gépeknél kisebb nyomatékok átvitelére használatos, a két tengelykapcsoló félre ható centrifugális erő az összekötő csavarok járulékos terhelését okozza. 

## Tárcsás tengelykapcsoló

Tárcsás kapcsolók vázlatai

Tárcsás tengelykapcsoló két fele a tengelyre merőleges síkjával illeszkedik egymáshoz. Az összekötött forgórészek egytengelyűségét általában központosító váll és furat biztosítja. A forgatónyomaték átvitelére illesztett csavarok vagy közönséges csavarok és illesztő hüvelyek szolgálnak. A turbogenerátort és a gőzturbinát vagy vízturbinát rendszerint ilyen tengelykapcsolóval kötik össze. Egészen nagy nyomatékokig is alkalmazható kapcsoló. Az összekötő csavarokat rendszerint úgy méretezik, hogy a nyomatékot a homlokfelületen ébredő súrlódás vigye át, nyírás csak túlterhelés esetén ébredjen a csavarok illesztett szárán.

## A forgórészek szerelése
A merev tengelykapcsolóval összekötött forgórészek statikailag határozatlan szerkezetet alkotnak, vagyis a csapágyak terhelése és a forgórész egyes keresztmetszeteit terhelő hajlítónyomaték és nyíróerő nemcsak a külső erők (például a forgórész súlya, a működésből származó erők: gőz vagy víznyomás, elektromágneses erők) hanem a csapágyak egymáshoz képesti elhelyezkedésétől függ. Függőleges tengely esetén szereléskor egyszerűen gondoskodni kell arról, hogy a csapágyak középpontja pontosan egy egyenesbe essék. Vízszintes tengelyű nagy tömegű forgórészek esetén azonban a csapágyaknak nem szabad egy egyenesbe esniük, mivel ekkor a tengelykapcsolónál olyan hajlítónyomaték lép fel, mely az összekötő csavarokat periodikusan változó járulékos húzóerővel terheli. Ez a minden fordulatnál ismétlődő terhelés a csavarokat kifáradásra veszi igénybe. Elkerülésére a csapágyakat úgy kell elhelyezni, hogy a tengelykapcsoló helyén ne ébredjen hajlítónyomaték. A csapágyak megkívánt helyét a tervező előre kiszámítja vagy a szerelés alkalmával mérésekkel határozzák meg.
A mérés azon alapszik, hogy ha a helytelenül szerelt tárcsás tengelykapcsoló csavarjait meglazítják, a két tengelykapcsoló fél szöget zár be egymással. Így az egyik külső csapágyat úgy kell a többihez képest megemelni, hogy ez a szög eltűnjön. Az esetleges gyártási hibák kiküszöbölése céljából a mérést gyakorlatilag úgy végzik el, hogy indikátorórát szerelnek az egyik tengelyre úgy, hogy a másik tengelykapcsoló homlokfelületére feküdjön fel az érzékelője, majd a két tengelyt együtt körbeforgatják és feljegyzik az indikátoróra kitéréseit. A külső csapágyat addig emelik, amíg a két az indikátoróra nem mutat kitérést. Ha a két tengely egymáshoz képest tengelyirányban elmozdulhat, két, egymáshoz képest 180°-ra elfordított indikátorórával végzik a mérést és a két mérőóra elmozdulásának különbségét értékelik.

## Külső hivatkozások
- Sasovits: Szerkezettan.
- Dr Stampfer Mihály: Gépelemek II.[halott link]